# 기타니혼 방송
기타니혼 방송(일본어: 北日本放送, 북일본방송)은 도야마현에 위차한 일본의 방송국이다. 라디오 방송국은 1952년 7월 10일에, 텔레비전 방송국은 1959년 4월 1일에 개국했다.
약칭은 KNB, 라디오 콜사인은 JOLR, 텔레비전 콜사인은 JOLR-DTV이다.

## 개요

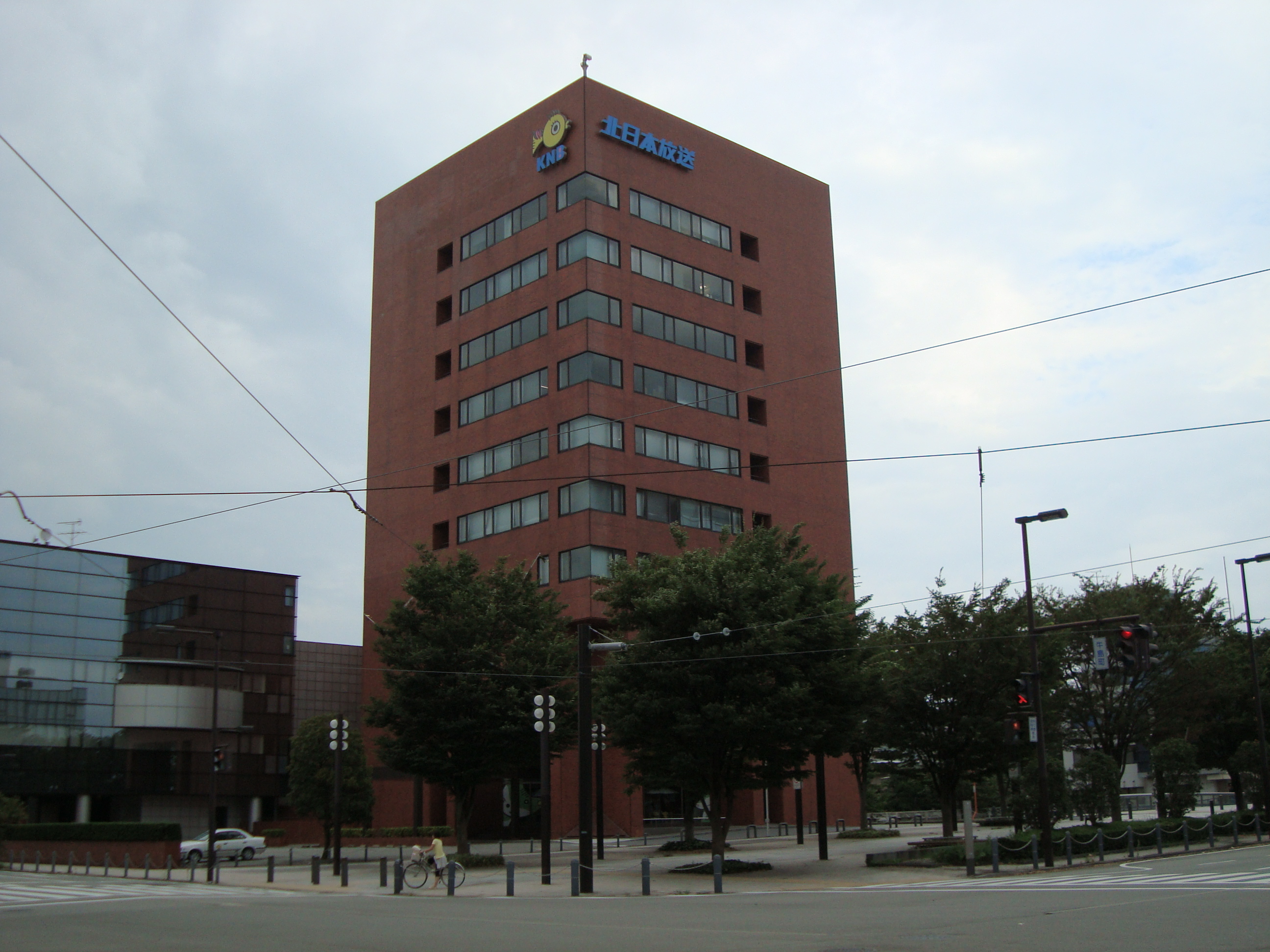
기타니혼 방송

- 텔레비전 테트워크는 NNN-NNS(니혼TV)계열이지만, 도야마현에는 ANN계열 방송국이 없기 때문에 비완전가맹국이며 그런 이유로 일부 ANN계열 프로그램과 일부 TXN계열 프로그램 방송하고 있다.
- 도야마 TV 방송이나 튤립 TV가 개국할 때까지 TBS계열 프로그램이나 후지 TV계열 프로그램도 일부 방송하고 있었다. 라디오는 JRN-NRN 크로스넷 방송국이다.
- 계열신문사는 기타니혼 신문.텔레비전·라디오 모두 뉴스 타이틀은 「KNB뉴스」.
- 니혼TV 계열국이면서 니혼TV·요미우리 신문과 자본관계가 없으며 튤립TV가 요미우리 신문과 자본 관계에 있다.
- 니혼TV 계열국이 된 이유는 여러 가지 설이 있지만, 방송국 개국 당시 이시카와현에 개국하고 있던 호쿠리쿠 방송(MRO)이 라디오도쿄(현재의 도쿄 방송)의 계열국으로 들어갔으며 당시 MRO가 호쿠리쿠 지역에서 상당한 범위로 수신할 수 있었기 때문에 KNB에서는 MRO를 경쟁사라고 여겨 니혼TV 계열에 들어갔다고 하는 설이 유력하다.
  - 덧붙여 이와는 별도로 당시 마이크로 회선 사정으로 니혼TV 계열로 들어갔다고 하는 설, 니혼TV의 프로그램이 라디오도쿄의 프로그램보다 영업 성적이 좋았기 때문에 니혼TV 계열로 들어갔다는 설도 있다. 그리고 텔레비전 방송 시작 당시 도야마 지구의 중의원 의원인 쇼리키 마쓰타로 초대 니혼TV 사장의 영향도 있었다는 설도 존재하고 있다.

## 연혁
- 1952년 3월 14일 회사설립.
- 1952년 7월 10일 일본 13번째 (시코쿠 방송과 같은 날 개국), 호쿠리쿠에서는 2번째(호쿠리쿠 방송 개국 2개월 후)에 중파 라디오 방송 개시.
- 1959년 3월 15일　텔레비전 시험방송 개시.
- 1959년 4월 1일　텔레비전 방송 개시.(삿포로 TV 방송, 도호쿠 방송, 주고쿠 방송, 시코쿠 방송, 고치 방송, 구마모토 방송, 미나미니혼 방송과 동일)
- 1962년 7월 22일　민방 로컬 텔레비전국 중 첫 번째로 컬러 텔레비전방송 개시.
- 1964년 4월 1일　일본 최초의 와이드쇼인 모닝 쇼(NET-TV 제작)를 지방방송국 중 유일하게 제1회부터 동시방송 개시.
- 1965년 5월 3일 이 날 발족한 라디오 네트워크 NRN에 가맹.
- 1978년 11월 23일 중파주파수 9kHz 간격 변경에 따라 라디오 주파수를 738kHz로 변경.
- 1978년 12월 23일 민방 로컬 텔레비전국중 처음으로 음성다중방송개시(당초는 2개국어 방송과 녹화 프로그램의 스테레오 방송만.음성다중방송 전국 회선이 개통한 다음 해부터 동시방송 음악 프로그램도 스테레오로).
- 1980년 12월 1일 라디오 네트워크 JRN에 가맹.
- 1991년 2월　문자 다중 방송개시(자막 방송만을 실시하는 문자 다중 방송국으로서는 일본 최초).
- 1991년 1월 난청 대책으로 니카와 초단파국(FM 80.1MHz 50w) 운용 개시.(민방 AM라디오국 첫 번째 FM중계국)
- 2004년 10월 1일　민방 로컬 텔레비전국중 첫 번째로 지상파 디지털 방송개시.
- 2006년 2월 17일　원세그 시험 방송 개시.
- 2006년 4월 1일　원세그의 본방송 개시.
- 2011년 7월 25일 지상파 아날로그 텔레비전 방송 종료.
- 2012년 10월 1일 난청 대책으로 도나미 초단파국(FM 80.1MHz 10w) 운용 개시.
- 2014년 12월 1일 쿠레하 산에서 FM보완 중계국(90.2MHz 1kW) 운용 개시.
- 2016년 2월 29일 다카오카 라디오 중계국 폐지

## 라디오

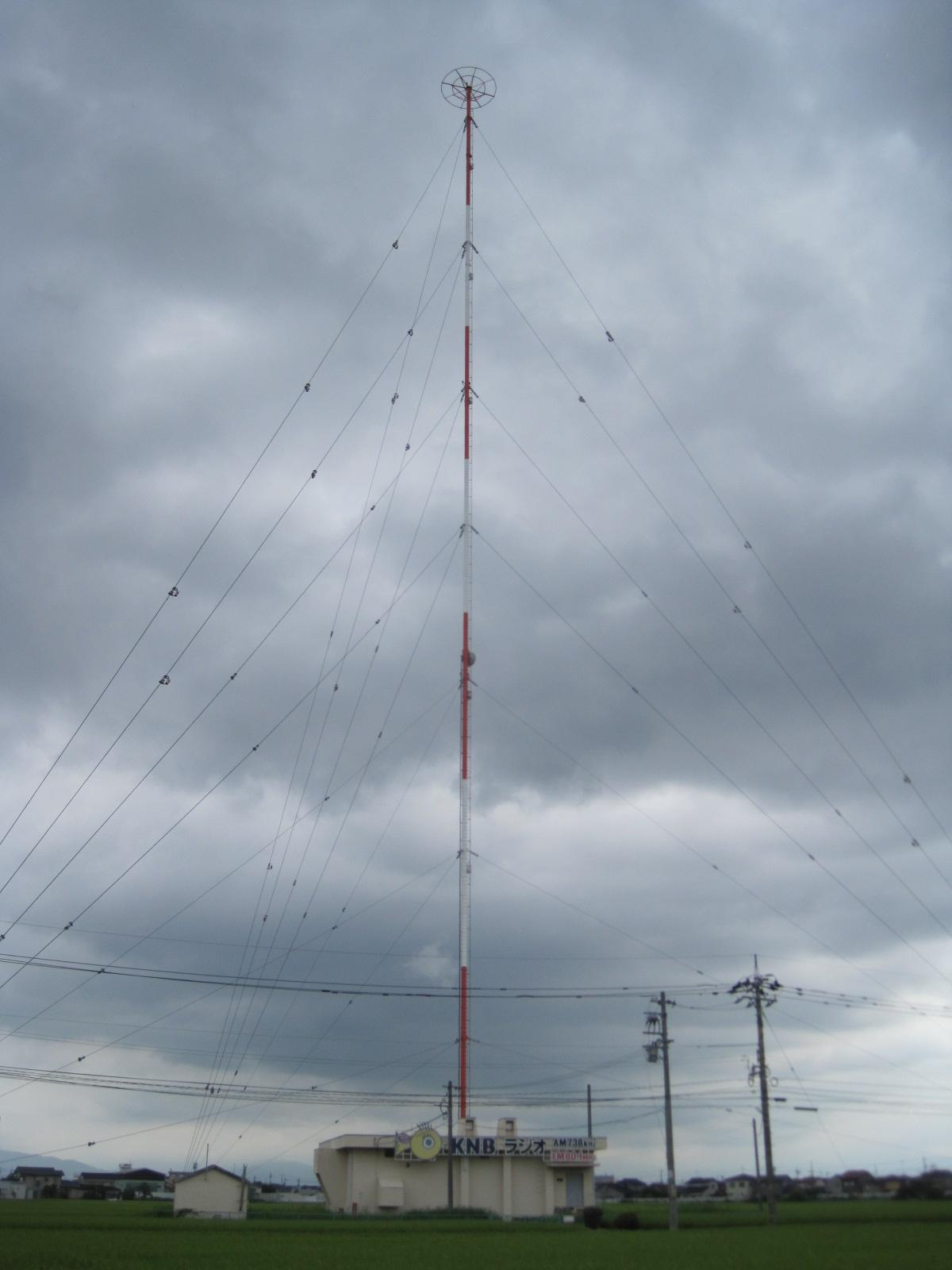
도야마 본국 송신탑

### 라디오 주파수
- 도야마본국
  - 콜사인：JOLR
  - 주파수：738kHz
  - 안테나 출력：5kW

- 다카오카 중계국
  - 주파수：738kHz
  - 안테나 출력：1kW
  - 비고：1988년 12월 정식 운용 시작, 2016년 2월 29일 폐지

- 니카와 중계국
  - 주파수：80.1MHz
  - 안테나 출력：50W(실효 전력：42 W)
  - 비고：1991년 9월부터 정식 운용

- 도나미 중계국
  - 주파수：80.1MHz
  - 안테나 출력：10W(실효 전력：34 W)
  - 비고：2012년 10월부터 정식 운용

- 쿠레하 FM보완 중계국(KNB도야마FM)
  - 주파수：90.2MHz
  - 안테나 출력：1kW(실효 전력：5.5kW)
  - 비고：2014년 12월부터 정식 운용

### 비고
- 서비스 구역은 도야마현 전역과 이시카와현·기후현히다 지방 대부분, 나가노·니가타 양현 일부까지이다. 낮에는 주로 동해 연안 평야부에서 북쪽은 홋카이도 하코다테시 부근까지 깨끗하게 수신 가능하다(실제로 본 방송국 소속 아나운서가 하코다테에서 확인을 하였다).서쪽은 효고현 일부에서도 수신이 가능하다.
- 이시카와현 일부지방에서는 MRO라디오를 깨끗이 들을 수 없어, KNB라디오를 청취하는 주민이 많고 니가타의 사도가섬에서도 자주 청취하 고있다.
- 밤에는 대륙 전파와의 혼신이 심하기 때문에 방송구역이 아닌곳에서 청취하기 곤란하며 오키나와 현에서는 동일 주파수로 방송하는 RBC-i라디오, 나고야시 주변에서는 가까운 주파수 대역으로 방송하는 NHK 나고야 방송국(729kHz)과의 혼신으로 청취가 곤란하다.
- 니카와, 도나미 중계국은 대륙 전파와 혼신문제 때문에 FM으로 중계하며 니카와, 도나미 지구를 대상으로 방송하고 있지만 현 대부분 지역에서 수신이 가능하다. 음질도 괜찮아서 이쪽으로 듣는 사람들이 늘어나자 웹사이트와 중계차에 「TV 1Ch Radio AM738kHz/FM80.1MHz」를 표기하고 있었다. (현재는 FM90.2MHz로 변경)일부 내수용 라디오 수신기는 국명 표기 기능에서 FM 80.1MHz에 「KNB라디오」를 넣기도 한다.
- 2014년 12월 1일, 쿠레하산 TV 송신소에서 FM 보완중계국이 개국했다. 애칭은 KNB라디오+FM90.2, AM방송과 방송내용이 동일하며 스테레오로 송출된다. 송출지역은 도야마 현 전역이다.
- 다카오카시에 다른나라 중파방송과의 혼신으로 인한 난청해소를 위해 설치한 AM 중계국이 있었으나 2014년 12월 쿠레하산에 설치된 FM 보완중계국을 통해 원활한 방송수신이 가능해지면서 2016년 2월 29일 폐지되었다.

## 텔레비전

### 개요
- NNS계열국이기 때문에 니혼TV 계열 프로그램이 대다수 방송되고 있지만, 완전가맹국은 아니다. 그 때문에 니혼TV계열 네트워크 세일즈 프로그램(스폰서 첨부의 프로그램)중 방송되지 않는 것도 있다.
- 그외에도 FIFA 월드컵 등 TV아사히에서 방송되는 스포츠 중계를 방송하는 경우도 있지만 야구중계는 니혼TV 제작분만 방송한다.
- 특히 토요일·일요일의 시간차방송 시간대에는 도야마현에 계열국이 없는 TV아사히·TV 도쿄의 프로그램이 많이 방송돼서 니혼TV 계열 프로그램을 거의 방송하지 않으며 그 때문에 니혼TV 계열로 방송되고 있는 심야 프로그램은 방송을 안하거나 수주 늦게 방송되고 있었으나 2006년 4월이후 니혼TV계 프로그램도 많이 방송하고 있다.
- 니혼TV NEWS 24는 방송되고 있지 않지만, 2007년 7월 29일 새벽에는,제21회 참의원 의원 통상 선거를 한 관계로 이례적으로 방송이 되었다고 한다
- 계열 외 방송국의 프로그램(TV아사히,TV도쿄)을 많이 방송하고 있지만 도야마현 내의 대부분의 케이블 텔레비전국은 TV 아사히계열 방송국인 호쿠리쿠 아사히 방송을 재발송신 하고 있다.
- 다른 방송국과 달리 TV도쿄계열 애니메이션을 거의 방송하지 않지만 버라이어티 프로그램은 어느 정도 방송되고 있다.

### 네트워크 변천사
- 1959년 4월 1일　텔레비전 본방송 개시.니혼TV·라디오도쿄 TV·후지 TV·NET-TV와 네트워크 관계를 맺는다.
- 1959년 4월 12일 황태자성혼 중계 동시방송을 계기로 뉴스 계열을 니혼TV주체로 정하면서 다른 프로그램은 프리 네트워크 체제를 유지하기로 했다.
- 1966년 4월 1일　뉴스 네트워크NNN에 가맹.
- 1967년 6월　민간방송 교육협회에 가맹.
- 1969년 4월 1일　도야마 TV 방송 개국에 의해 대부분의 후지 TV·일부 도쿄 방송·NET-TV의 프로그램이 이행.후에 모든 후지 TV 프로그램이 이행된다.
- 1972년　이 해 발족하는 NNS에 가맹하지만 편성방식은 그대로 유지되었다.
- 1990년 10월 1일　TV-U 도야마의 개국에 의해 도쿄방송의 프로그램이 중단된다.
- 2011년 3월 31일 이 날을 기해 TV 아사히 제작 와이드쇼 프로그램 슈퍼 모닝이 방송을 종료하고 그 대신 니혼 TV 제작 와이드쇼 프로그램 슷키리를 방송하기로 하면서 「모닝 쇼」시작 이래 47년간 계속 된 TV 아사히계 아침 와이드쇼 프로그램이 종료.
현재는 니혼TV계열 단독 가맹국이지만, 민교협제작분을 중심으로 TV아사히와도 관계를 맺고 있으며 일부 TV도쿄계열의 프로그램도 프로그램 판매를 통해 방송되고 있다.

## 보충자료

### 일본 지역민방 최초로 시도한 것
기타니혼 방송은, 지방국이면서 사상최초가 많은 것이 특징이 되고 있다.
- 니카와 중계국(니카와 초단파 방송국)은 현내에서 야간에 여러 중파방송국과의 혼신이 강해 듣기 힘든 지역이 있다는 의견에 따라 난청대책으로서 1991년에 개설된 일본 최초의 중파방송 재전송 전용 초단파 중계국이다.
- 1988년부터 전국에서 처음으로 텔레비전의 음성다중방송(부음성)을 이용해 라디오 방송의 동시중계를 실시하고 있었으나 광고나 영화·음악등 음성다중방송(스테레오)을 이용한 프로그램이 있을 때는 라디오와의 동시 방송을 할 수 없는등 문제점도 있었으며 이 방송시스템은 1991년 니카와FM중계국 개국시에 종료되었다(당시의 음성전파는 아날로그파밖에 없었기 때문에 기술적으로 불가능했으며 디지털파가 보급된 지금은 기술향상덕에 상시 라디오와의 동시 방송이 가능하게 되어 있지만 실시되고 있는 방송국은 현재 일본에 존재하지 않는다).
- 1991년 2월에 「자막 방송만을 실시하는 문자 다중 방송국 」개국.
당시 , 청각장애인을 대상으로 한 자막 방송 보급이 구미에 비해 뒤떨어지자 일본 우정성은 문자방송 보급을 위해 성령을 개정해 자막 방송만 실시하는 문자 다중 방송국을 인정하였으며 기타니혼방송이 그 면허를 최초로 취득했다.
- 2004년 10월 지상 디지털 방송을 개시하면서 NHK 도야마 방송국도 동시에 개시하게 되었다.
3대광역권 이외의 지역 민방으로서는 최초로 방송을 한 것이며 개시 당초에는 출력 10w로 현내의 85%를 커버하고 있었지만 본방송 개시 직후 증력 시험을 통해 아날로그 방송에 대한 혼신 영향이 없는 것을 밝혀내자 2004년 12월에 출력을 1kw로 증력해 현내 92%의 세대에서 시청이 가능해졌다.
그 후, 2007년에는 2개의 디지털 중계국 개설에 따라 현내 97%의 세대가 디지털방송을 시청할 수 있으며 도야마현 내에서 100% 디지털 설비가 완료된 각 케이블 텔레비전국에 대해서도 재발송신을 실시하고 있어 이 덕분에 지상 디지털 방송 보급율이 실질적으로 현내 100%가 되고 있다.
- 2005년 3월 18일에는, 지상 디지털 방송의 전파를 이용해 GPS데이터의 엇갈림을 보정하는 고정밀도 GPS 실험을 방송 기기 메이커 LSI재팬과 공동 실시했다.이 시도는 세계 최초이기도 하다.

### 호쿠리쿠방송(MRO)와의 관계
- 민간방송 제1기 개설 당시 호쿠리쿠 분카방송(훗날의 호쿠리쿠 방송)은 청취구역으로 도야마 현을 커버하는 구상을 내놓았는데 이에 도야마현내부의 재계인사들이 반발하면서 급거 설립되었던 것이 기타니혼 방송이다.
- 이전에는, 호쿠리쿠 방송과 거주지 분리가 확실해 라디오는 NRN 단독 네트워크 방송국이었으며 텔레비전의 경우 MRO가 JNN계였기 때문에 이시카와현내에서도 TV 가나자와개국 이전에는 도야마 쪽으로 VHF 안테나를 증설해 KNB를 수신하는 세대가 많이 있었다(지금도 이시카와현 과반수의 지역에서 KNB를 직접 수신할 수 있으며 수신력이 강한 안테나를 사용해 KNB를 포함한 도야마현의 디지털 방송의 직접 수신이 가능한 경우도 있다).
- 지금도 MRO와의 관계는 각별하며 양사가 지금도 텔레비전이나 라디오의 프로그램을 공동 제작을 하는 일이 있으며 요미우리 자이언츠가 한시기 하고 있던 호쿠리쿠 시리즈 원정에서는 도야마현의 경기뿐만이 아니라 이시카와현에서 열린 경기에 대해서도 KNB 협력으로 중계되고 있었다.
- 60년대 초기에는 호쿠리쿠 방송과 공동으로 토야마·이시카와 광역방송 신청을 실시하고 있었으며 이는 호쿠리쿠 방송이 도야마에, 기타니혼방송이 가나자와시에 UHF 중계국을 둔다는 꽤 구체적인 내용이었으며 이는 UHF 대량 면허에 따른 경쟁 방송국의 신규 개국을 막는 목적도 있던 것으로 추정된다.
이러한 배경에는 당시 도야마·이시카와 양현의 많은 지역에서 양 방송국 시청이 가능했었기 때문에 경쟁 방송국이 신규 개국되는 것보다 스스로 UHF 면허를 취득해 기득권이익을 지키고 싶은 의향도 있던 것 같고 만약 이 구상이 성공하면 돗토리·시마네의 광역방송보다 먼저 성공한 사례가 되어 기타니혼방송은, 현재 이시카와 TV에 할당된 채널을(가나자와 37ch 이외) 호쿠리쿠방송은 현재 도야마 TV 방송의 할당분(도야마 34ch 이외)를 할당받을 수 있을 것으로 추정된다.
덧붙여 70년대에도 오카야마·가가와처럼 방송구역 통합이 검토되었지만, 1986년 도야마·이시카와 현에서 각자 3번째 민영 텔레비전 방송국을 개국할 수 있게 되면서 무산되었다.

## 도야마현에 있는 다른 텔레비전·라디오 방송국
- NHK 도야마 방송국
- 튤립 TV(TUT)(도쿄 방송 계열)
- 도야마 TV 방송(BBT)(후지 TV 계열)
- 도야마 FM방송(JFN계열)